# Anunciação (Signorelli)
A Anunciação é uma pintura de têmpera sobre painel (282 × 205 cm) de Luca Signorelli, assinada e datada de 1491, e preservada na Pinacoteca e museo civico em Volterra.